# Армия «Карпаты»
Армия «Карпаты» (пол. Armia «Karpaty») — оперативное соединение Войска Польского, созданное 11 июля 1939 и существовавшее во время Сентябрьской войны. С 6 сентября называлось армия «Малопольша».

## Армия «Карпаты» в Сентябрьской войне
Рост немецкой активности в Словакии давал высокую вероятность атаки с юга. Это понимание привело к созданию новой армии, которая отвечала бы за это направление. 11 июля 1939 принято решение об организации армии «Карпаты».
Штаб был размещён в Жешуве, а эскадры авиации в районе Кольбушова, на полевых аэродромах. Большую часть сил армии составили нерегулярные части — батальоны Народной Обороны. Части были слабо обеспеченны бронетехникой и миномётами, а противотанковой артиллерии не имели вовсе. Из 19 батальонов 17 были типа I, то есть без тяжёлой бронетехники, связи и обозов. В них также отсутствовали офицеры и подофицеры, которые были замещены призванными из запаса и отставки.
Армия «Карпаты», вместе с армией «Краков», согласно оборонительной стратегической концепции, должна была быть линией опоры для всех сил, воюющих на северном и западном направления, в юго-восточном секторе. Южный фронт, всю протяжённость которого должна была прикрыть линия Карпат, был атакован немцами и словаками уже в первый день войны, наравне со всеми другими фронтами.
Линия ответственности армии предусматривалась 350 км, из них 150 км граница со Словакией. Основным заданием была оборона Центрального промышленного округа, а также флангов и тыла армии «Краков». Оборона должна была основываться на использовании фортификационных укреплений, а также на территориальные естественные преграды. Наибольшими естественными преградами считались не горы, а реки Дунаец и Сан, однако из-за засухи лета 1939 оказалось что они не представляют из себя никаких препятствий для сил противника.
Из-за малой численности армии не удалось закончить строительство полевых укрепления, а на строительство фортификационных сооружений попросту не хватило средств. Малочисленность привела к тому, что некоторые долины вынуждены были оборонять отдельные роты.
Армия «Карпаты» с первых дней войны взаимодействовала с армией «Краков». 6 сентября обе армии были соединены в одну армию «Малопольша». С 11 сентября сражалась в составе Южного Фронта, под командованием генерала Казимежа Соснковского.
Новая ситуация и непрекращающееся продвижение неприятеля поставили перед армией новую задачу — сохранение сухопутной связи с Румынией и удержание района румынской границы.
В тяжёлых боях, без тыла и поддержки, армия Карпаты выполняла свой долг до 22 сентября. К числу наиболее важных боев этой армии относятся бои за Ветреницу, Новый Сонч, Горлице, Ясло, Пшемысль, Ярослав, Ресню-Русскую, Львов и Старый Самбор.
Понесла большие потери в боях на линии Сана. Окончательно разбита в боях за Львов 20 сентября.

## Боевой состав армии

### Командование
- Командующий — дивизионный генерал Казимир Фабрицы;
- ординарец командарма — ротмистр Ромуальд Дамбровский;
- штабной офицер по особым поручения — майор Влодзимеж Касперский;
- порученец — подпоручик запаса Павел Сапега;
- командующий артиллерией — полковник Кароль Новак;
- командир сапёрных частей — подполковник Аркадиуш Бальцевич;
- командир авиации армии — подполковник Ольгерд Тускевич;
- командир частей ПВО — подполковник Казимир Соколовский.

### Штаб Армии
- Начальник штаба — полковник Витольд Дзержикрай-Моравский[пол.];
- начальник 1-го отдела — подполковник Тадеуш Здислав Якубовский;
- начальник 2-го отдела — подполковник Бронислав Ноёль[пол.];
- начальник 3-го отдела — подполковник Бронислав Мачланка;
- начальник 4-го отдела — подполковник Эмиль Грушецкий[пол.];
- нач. связи — подполковник Виктор Бернацкий;
- квартирмейстер — подполковник Станислав Пстроконский;
- командир жандармерии — подполковник Казимир Ходкевич[пол.];
- начальник юридической службы — майор адвокат Тадеуш Борковский;
- начальник полевого суда — майор Ян Франтишек Криницкий;
- начальник мед.службы — полковник доктор Томаш Кжыский;
- начальник транспортного отдела — майор Эдвард Малишеский;
- начальник тылового обеспечения — майор Станислав Тутай;
- начальник отдела вооружения — капитан-техник Феликс Лемешек;
- начальник интендантской службы — инженер-майор Вильгельм Ролланд;
- комендант штаба — капитан Иероним Канджерский.

### отдел «Словакия»
- 2-я бригада горной пехоты

1-й новосончевский полк подгальских стрелков;
отдельный пограничный батальон «Житин»;
1-й пограничный пехотный полк «Карпаты» (двух батальонный);
батальоны Народной Обороны «Лиманова», «Новый Сонч», «Горлице»;
153-я батарея горной артиллерии;
51-й и 52-й взводы позиционной артиллерии.
- 3-я бригада горной пехоты

2-й пограничный пехотный полк «Карпаты» (двух батальонный);
батальоны Народной Обороны «Ясло», «Кросно», «Бжозув», «Ярослав», «Санок», «Жешув», «Пшемысль».
- оперативное подразделение «Ясло» (окрестности) — батальон Народной Обороны «Самбор».

### отдел «Венгрия»
- 1-й пехотный полк «Карпаты»;
- Карпатская полубригада Народной Обороны

батальоны Народной Обороны «Стрый», «Станиславов», «Гуцульский I», «Гуцульский II»
- батальон Народной Обороны «Турка»
- 216-й пехотный полк

### части ПВО
- 11-я зенитная батарея 40-мм. орудий (из 11-й Карпатской пехотной дивизии);
- 22-я зенитная батарея 40-мм. орудий (из 22-й горно-стрелковой дивизии);
- 205-й, 213-й, 220-й, 504-й взводы зенитных 40-мм орудий;
- два авиационных взвода 40-мм орудий ПВО;
- три стационарных взвода 40-мм орудий ПВО;
- батарея стационарных 75-мм пушек ПВО (Сталёва-Воля)

### сапёрные части
- рота из 22-го сапёрного батальона;
- рота из 11-го сапёрного батальона;
- 124-я резервная сапёрная рота;
- 125-я резервная сапёрная рота;

### авиация армии
- 31-я штурмовая эскадрилья (9 самолётов PZL.23 Karaś);
- 56-я разведывательная эскадрилья (7 самолётов Lublin R.XIII);
- 5-й взвод самолётов связи (3 самолёта RWD-8[пол.]).

### части приданные 3 сентября
- 11-я Карпатская пехотная дивизия[пол.] (в неполном составе, первоначально направлена в армию «Краков»);
- 24-я пехотная дивизия[пол.] (из округа «Кросно»)

### части приданные 5 сентября
- 12-я пехотная дивизия (часть транспортов);
- 36-я резервная пехотная дивизия (из армии «Пруссы»).